# Chester megye (Tennessee)
Chester megye az Amerikai Egyesült Államokban, azon belül Tennessee államban található. Megyeszékhelye és legnagyobb városa Henderson. Lakosainak száma 17 341 fő (2020. április 1.). Chester megye Henderson, Hardin, McNairy, Hardeman és Madison megyékkel határos.

## Népesség
A megye népességének változása:
| Lakosok száma | 17 167 | 17 213 | 17 190 | 17 321 | 17 471 | 17 341 |
|               | 2010   | 2011   | 2012   | 2013   | 2015   | 2020   |